# Marie-José Nat
Marie-José Nat, född 22 april 1940 i Bonifacio på Korsika, död 10 oktober 2019 i Paris, var en fransk skådespelare. Hon filmdebuterade 1956 och verkade som skådespelare fram till mitten av 2010-talet. 1974 tilldelades hon priset för bästa kvinnliga skådespelare vid Filmfestivalen i Cannes för sin instas i filmen Michels barndom (Les violons du bal).

## Filmografi, urval
- 1959 – En gata i Paris
- 1960 – Sanningen
- 1970 – Elise eller det riktiga livet
- 1974 – Michels barndom
- 1998 – Livets tåg